# 雅库布·布瓦什奇科夫斯基
雅库布·布瓦什奇科夫斯基（波蘭語：Jakub Błaszczykowski，發音：[ˈjakup bwaʂtʂɨˈkɔfski] ⓘ；1985年12月14日—）是一名波蘭職業足球員，擔任中場，現效力於波蘭足球乙級聯賽球隊克拉科夫，曾效力德甲球會沃尔夫斯堡。 他是波蘭國家足球隊在2012年欧洲足球锦标赛的隊長。

## 俱樂部生涯

### 早年生涯
布瓦什奇科夫斯基成長於接近琴斯托霍瓦的小鎮特鲁斯克拉西。他在8歲的時侯和他兄弟開始於托霍瓦拉科夫接受訓練。 在2002年，年僅16歲的他加入戈爾尼克扎布熱的青年隊。在2003年上半年他加盟位處的波蘭第四級聯賽的琴斯托霍瓦KS直至2004年年底。他的舅父，前波蘭國家足球隊隊長傑爾茲·布利澤琴科幫助他得到维斯瓦克拉科夫的試訓，他在那裡得到該俱樂部教練維爾納爾·里切卡 (Werner Lička)的深刻印象。
布瓦什奇科夫斯基很快打進俱樂部的一隊，他在2005年3月20日在對陣華沙波蘭人的比賽中首次在波甲上陣。在賽季結束後，他已經成為隊中11人正選的一員。他在俱樂部的首個賽季便幫助俱樂部奪得波蘭甲級聯賽的冠軍，次年也獲得了亞軍的好成績。此外，他贏得了Canal+波蘭頻道頒發的「足壇奧斯卡」波蘭甲級聯賽最佳中場球員的稱號。他在2006-07賽季結束後更在波蘭足協的投票中被選為波甲最佳11人之一。

### 多蒙特

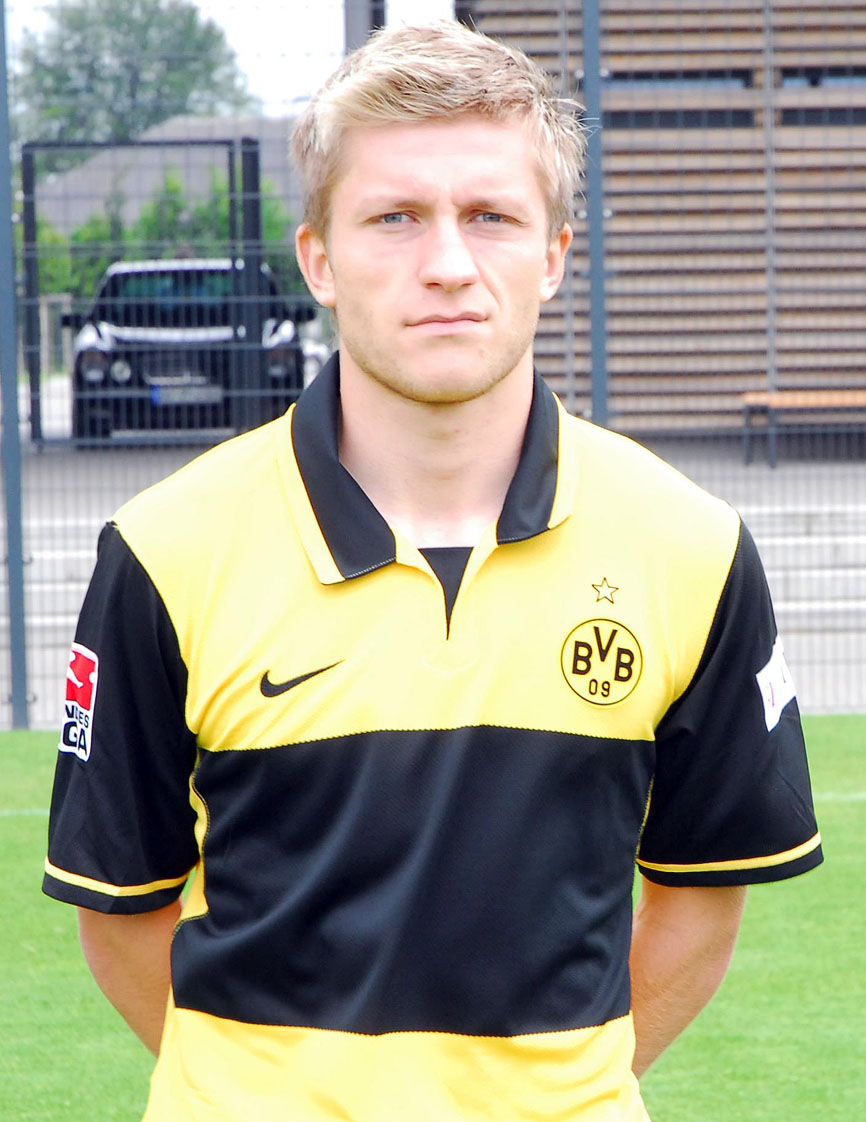
布瓦什奇科夫斯基在2007年加盟多蒙特

2007年2月，布瓦什奇科夫斯基以未透露的轉會費與多蒙特簽下4年合約，他會在同年的7月正式加盟這支德甲俱樂部。 他在衣服背上寫著「布巴」，源自他的暱稱，直到2012年。
在2012年7月24日，布瓦什奇科夫斯基和多特蒙德簽下新合約，繼續為這隻德國球隊效力至2016年。
2013年6月2日，布瓦什奇科夫斯基與多蒙特簽訂新合約直至2018年。

### 費倫天拿(租借)
2015年8月31日，布瓦什奇科夫斯基以租借形式從多蒙特加盟費倫天拿1年，內裡包含600萬歐元額外購買條款。

## 國家隊

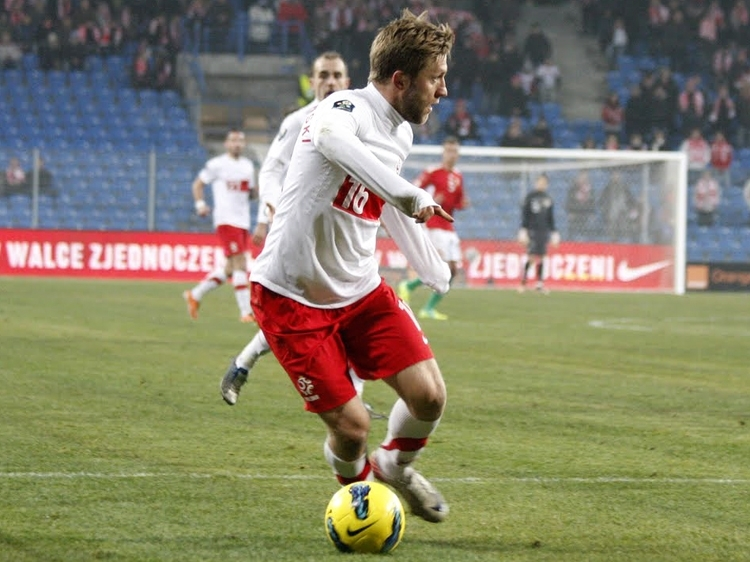
布瓦什奇科夫斯基為在2011年為波蘭上陣期間

2006年3月28日，巴錫高夫斯基在對沙地阿拉伯國家隊的友誼賽中首次代表國家隊，但沒有被徵召入國家隊參加2006年世界盃足球賽，他本入選國家隊參加2008年歐洲國家盃，但他因傷退出。他在2007年8月22日對俄羅斯國家隊的友誼賽中，進了首個國家隊進球。布瓦什奇科夫斯基是波蘭晉級2008年欧洲足球锦标赛的重要功臣之一，但他在決賽周前夕卻因傷退隊。 在2010年11月17日，在對陣科特迪瓦的友誼賽，布瓦什奇科夫斯基首次為波蘭國家隊以隊長身份擔任首發。

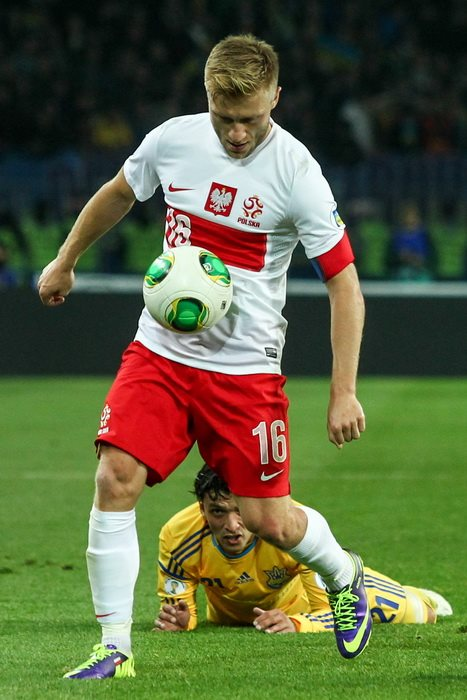
布瓦什奇科夫斯基為在2013年為波蘭擔任隊長期間

### 2012年歐錦賽
2012年6月8日，在2012年欧洲足球锦标赛揭幕戰對陣希臘的比賽中, 布瓦什奇科夫斯基助攻予羅伯特·萊萬多夫斯基射入一球，協助國家隊以1:1逼平對手。在小組賽第二輪1:1戰平俄羅斯的比賽，他以一球超遠射為國家隊板平比分，並在賽後獲選「全場最佳球員」。

### 2016年歐錦賽
在外圍賽最後接近一半的賽事中，布瓦什奇科夫斯基因為受傷幾乎缺席所有外圍賽比賽。他在對陣格魯吉亞的比賽中以替補方式重返國家隊的比賽，這位波蘭前任隊長上場後便交出一記助攻予現任隊長羅伯特·萊萬多夫斯基，萊萬多夫斯基也在最後5分鐘上演帽子戲法協助國家隊4:0大勝對手。他在8:1大勝直布羅陀的比賽中打進一個十二碼並出席餘下外圍賽的所有比賽。
6月12日，在波蘭的首場小組賽，布瓦什奇科夫斯基成為國家隊勝出的關鍵人物，他製造一記精彩傳球予阿卡迪烏什·米利克打進1:0擊敗北愛爾蘭的一球。這也是波蘭首次在歐錦賽中勝出。布瓦什奇科夫斯基也在與德國互交白卷的比賽中首發上陣，但在最後一場小組賽對陣烏克蘭的比賽中被放在替補席上。 他在下半場替補上陣並打進替波蘭奠定勝局的一球，幫助俱樂部以7分排在小組第二名，僅以得失球差不敵同組的首名德國隊。這也是波蘭首次晉級到歐錦賽的淘汰賽。在6月25日16強的首場比賽中，布瓦什奇科夫斯基在對陣瑞士的比賽中打進比賽首個進球。賽事最終在法定時間90分鐘以1:1平手，在隨後的加時也是平局收場，在隨後的互射十二碼階段，他打進一球協助波蘭以5:4勝出，晉級8強。在下一場淘汰賽對陣葡萄牙的比賽在法定時間90分鐘同樣1:1平手以及進入互射十二碼階段，但他在關鍵第四輪中射失十二碼，波蘭隨後也因此出局。

## 私人生活
在兒童時期，雅库布·布瓦什奇科夫斯基在飽受家庭暴力的情況下成長。  在1996年10月，當時只有10歲的他，父親因為家庭爭執將他的母親殺害。在父親被判入獄後，他和兄長Dawid被祖母所照顧。 布瓦什奇科夫斯基在當時幾近放棄足球生涯，但他曾經曾經擔任波蘭國家足球隊隊長的舅父耶日·布任切克 (Jerzy Brzęczek)卻不斷鼓勵他。最終，他在2個月後開始在Raków Częstochowa重新訓練。 布瓦什奇科夫斯基將他的成功究歸他的祖母。 他在每次進球後都會以雙手指向天空，以告慰離世的母親作為進球慶祝的指定動作。 
布瓦什奇科夫斯基在2010年6月迎娶Agata Gołaszewsk為妻。 他們的女兒奧利維亞在2011年4月20日出生。及後，他們的第二個女兒蓮娜在2014年6月26日出生。他是一名忠誠的羅馬天主教徒，每天閱讀聖經和禱告，並參與了「我不以耶穌為恥」項目。

## 數據統計
最後更新：2016年6月6日
| 俱樂部          | 賽季           | 聯賽             | 本土聯賽 | 本土聯賽 | 本土盃賽 | 本土盃賽 | 洲際l | 洲際l | 總計 | 總計 |
| 俱樂部          | 賽季           | 聯賽             | 上陣     | 進球     | 上陣     | 進球     | 上陣  | 進球  | 上陣 | 進球 |
| --------------- | -------------- | ---------------- | -------- | -------- | -------- | -------- | ----- | ----- | ---- | ---- |
| 琴斯托霍瓦KS    | 2002–03        | 波蘭第三聯賽     | 2        | 0        | –        | –        | –     | –     | 2    | 0    |
| 琴斯托霍瓦KS    | 2003–04        | 波蘭第三聯賽     | 13       | 5        | –        | –        | –     | –     | 13   | 5    |
| 琴斯托霍瓦KS    | 2004–05        | 波蘭第三聯賽     | 9        | 6        | –        | –        | –     | –     | 9    | 6    |
| 總計            | 琴斯托霍瓦KS   | 琴斯托霍瓦KS     | 24       | 11       | –        | –        | –     | –     | 24   | 11   |
| 维斯瓦克拉科夫  | 2004–05        | 波蘭足球甲級聯賽 | 11       | 1        | 4        | 1        | –     | –     | 15   | 2    |
| 维斯瓦克拉科夫  | 2005–06        | 波蘭足球甲級聯賽 | 17       | 0        | 2        | 0        | 1     | 0     | 20   | 0    |
| 维斯瓦克拉科夫  | 2006–07        | 波蘭足球甲級聯賽 | 23       | 2        | 1        | 1        | 8     | 0     | 32   | 3    |
| 總計            | 維斯瓦克拉科夫 | 維斯瓦克拉科夫   | 51       | 3        | 7        | 2        | 9     | 0     | 67   | 5    |
| 多蒙特          | 2007–08        | 德甲             | 24       | 1        | 3        | 0        | –     | –     | 27   | 1    |
| 多蒙特          | 2008–09        | 德甲             | 27       | 3        | 0        | 0        | 2     | 0     | 29   | 3    |
| 多蒙特          | 2009–10        | 德甲             | 32       | 1        | 2        | 0        | –     | –     | 34   | 1    |
| 多蒙特          | 2010–11        | 德甲             | 29       | 3        | 1        | 0        | 7     | 0     | 37   | 3    |
| 多蒙特          | 2011–12        | 德甲             | 29       | 6        | 6        | 0        | 5     | 1     | 40   | 7    |
| 多蒙特          | 2012–13        | 德甲             | 27       | 11       | 4        | 2        | 10    | 1     | 41   | 14   |
| 多蒙特          | 2013–14        | 德甲             | 16       | 2        | 2        | 0        | 6     | 1     | 24   | 3    |
| 多蒙特          | 2014–15        | 德甲             | 13       | 0        | 4        | 0        | 3     | 0     | 20   | 0    |
| 總計            | 多蒙特         | 多蒙特           | 197      | 27       | 22       | 2        | 33    | 3     | 252  | 32   |
| 費倫天拿 (租借) | 2015–16        | 意甲             | 15       | 2        | 0        | 0        | 3     | 0     | 18   | 2    |
| 生涯總計        | 生涯總計       | 生涯總計         | 287      | 42       | 29       | 4        | 45    | 3     | 361  | 49   |

1. ↑  包括德國盃以及德國超級盃
2. ↑  包括歐洲冠軍聯賽以及歐洲聯賽

## 國家隊進球
按在波蘭的進球先後次序排列
| #   | 日期           | 場地                                 | 對手       | 比分 | 結果 | 賽事                     |
| --- | -------------- | ------------------------------------ | ---------- | ---- | ---- | ------------------------ |
| 1.  | 2007年8月22日  | 俄羅斯莫斯科火車頭體育場             | 俄羅斯     | 2–2  | 2–2  | 友誼賽                   |
| 2.  | 2008年10月11日 | 波蘭霍茹夫                           | 捷克       | 2–0  | 2–1  | 2010年世界盃足球賽外圍賽 |
| 3.  | 2010年3月3日   | 波蘭華沙沙普隆尼亞球場               | 保加利亚   | 1–0  | 2–0  | 友誼賽                   |
| 4.  | 2010年10月9日  | 美國芝加哥軍人球場                   | 美国       | 2–2  | 2–2  | 友誼賽                   |
| 5.  | 2011年8月10日  | 波蘭盧賓盧賓盆地球場                 |            | 1–0  | 1–0  | 友誼賽                   |
| 6.  | 2011年9月6日   | 波蘭格但斯克格但斯克PGE體育場        | 德国       | 2–1  | 2–2  | 友誼賽                   |
| 7.  | 2011年10月7日  | 韓國首爾首爾世界盃體育場             |            | 2–2  | 2–2  | 友誼賽                   |
| 8.  | 2011年10月11日 | 德國威斯巴登BRITA球場                | 白俄羅斯   | 1–0  | 2–0  | 友誼賽                   |
| 9.  | 2012年6月2日   | 波蘭華沙波蘭軍人球場                 | 安道尔     | 3–0  | 4–0  | 友誼賽                   |
| 10. | 2012年6月12日  | 波蘭華沙國家體育場                   | 俄羅斯     | 1–1  | 1–1  | 2012年欧洲足球锦标赛     |
| 11. | 2012年9月7日   | 蒙特內哥羅波德戈里察波德戈里察市球場 | 蒙特內哥羅 | 1–0  | 2–2  | 2014年世界盃外圍賽       |
| 12. | 2012年9月11日  | 波蘭華沙弗罗茨瓦夫市立球场           | 摩尔多瓦   | 1–0  | 2–0  | 2014年世界盃外圍賽       |
| 13. | 2013年6月7日   | 摩爾多瓦基希納烏野牛球場             | 摩尔多瓦   | 1–0  | 1–1  | 2014年世界盃外圍賽       |
| 14. | 2013年9月10日  | 聖瑪力諾塞拉瓦莱聖瑪力諾體育場       | 圣马力诺   | 2–1  | 5–1  | 2014年世界盃外圍賽       |
| 15. | 2015年9月7日   | 波蘭華沙國家體育場                   | 直布罗陀   | 6–0  | 8–1  | 2016年歐洲國家盃資格賽   |
| 16. | 2016年3月23日  | 波蘭波茲南波茲南市立球場             | 塞爾維亞   | 1–0  | 1–0  | 友誼賽                   |
| 17. | 2016年6月21日  | 法國馬賽韋洛德羅姆球場               | 乌克兰     | 1–0  | 1–0  | 2016年歐洲足球錦標賽     |
| 18. | 2016年6月25日  | 法國聖伊天熱奧弗魯瓦基查爾球場       | 瑞士       | 1–0  | 1–1  | 2016年歐洲足球錦標賽     |

## 榮譽

### 俱樂部
維斯瓦克拉科夫
- 波蘭甲組足球聯賽: 2004–05冠軍; 2005–06亞軍

多蒙特
- 德甲: 2010–11, 2011–12冠軍; 2012–13, 2013–14亞軍
- 德國盃: 2011–12冠軍; 2007–08, 2013–14, 2014–15亞軍
- 德國超級盃: 2013, 2014冠軍; 2011, 2012亞軍
- 歐洲冠軍聯賽: 2012–13亞軍

### 個人
- 波蘭足球甲級聯賽俱樂部年度最佳中場: 2006年[24]
- 波蘭足球甲級聯賽最佳11人: 2006–07賽季[25]
- 波蘭年度最佳球員: 2008年,[24] 2010[24]
- 波蘭足球協會年度波蘭足球先生: 2010年[26]
- 波蘭國家足球隊年度最佳球隊: 2010年[26]
- Footballer of the Year by the readers of "Sport": 2008年, [27] 2010年[28]
- 多蒙特年度最佳球員: 2008年[29]

## 外部連結
- 國家隊數據[] 波蘭足球協會的官方網站 （波兰語）
- Jakub Błaszczykowski – FIFA國際賽競賽紀錄 (存檔)
- Soccerway資料庫：雅库布·布瓦什奇科夫斯基
- 90minut.pl网站上雅库布·布瓦什奇科夫斯基的资料（波兰語）
- fussballdaten.de：Jakub Błaszczykowski之統計數據 （德文）

Template:波蘭年度最佳球員